# 470 (vela)
470 é uma classe olímpica de vela, disputada em provas femininas e masculinas. O nome deve-se ao comprimento da embarcação, que é de 470 cm.
O 470 é uma embarcação oficial das competições de vela desde 1969. Nos Jogos de 1976 em Montreal passou a ser uma classe olímpica. Inicialmente, era uma classe aberta a ambos os sexos. Desde os Jogos de Seoul (1988) que a competição é feita em eventos separados de mulheres e homens. O 470 foi o primeiro evento olímpico de vela para mulheres. O Brasil já teve como campeões olímpicos nesta classe os velejadores Marcos Soares e Eduardo Penido em Moscou 1980.

## Características
O 470 é um barco com 4.70 m de comprimento, 4.40 m de comprimento na linha de água, 1.68 m de largura e mastro de 6.78m. Tem três velas de área 9.12 m², 3.58 m² e 14.30 m². O 470 foi inventado em 1963 pelo francês André Cornu e o seu casco é construído em fibra de vidro com peso total de 120 Kg, inclusa a mastreação e as velas.
É um classe projetada para dois tripulantes (comandante e proeiro). O peso combinado ideal da tripulação é de 110–145 kg, o que torna a classe acessível a senhoras e homens. São barcos muito rápidos e sensíveis ao movimento de corpo dos velejadores.

## Campeões olímpicos

### Homens
- 1976 Montreal  Alemanha Ocidental Hübner, Bode
- 1980 Moscovo  Brasil Soares, Penido
- 1984 Los Angeles  Espanha Doreste, Roberto Molina
- 1988 Seoul  França Peponnet, Pillot
- 1992 Barcelona  Espanha Calafat, Sanchez
- 1996 Atlanta  Ucrânia Braslavets, Matviyenko
- 2000 Sydney  Austrália King, Turnbull
- 2004 Atenas  Estados Unidos Foerster, Burnham
- 2008 Pequim  Austrália Wilmot, Page

Os portugueses Victor Rocha e Nuno Barreto conquistaram a medalha de bronze em Atlanta 1996.

### Senhoras
- 1988 Seoul  Estados Unidos Jolly, Jewell
- 1992 Barcelona  Espanha Zabell, Guerra Cabrera
- 1996 Atlanta  Espanha Via Dufresne, Zabell
- 2000 Sydney  Austrália Armstrong, Stowell
- 2004 Atenas  Grécia Bekatorou, Tsoulfa
- 2008 Pequim  Austrália Rechichi, Parkinson